# ヒム・ロー
ヒム・ロー（羅 子溢、羅 仲謙、英語: Him Law、1984年8月28日 - ）は、香港の男性歌手、俳優。

## 主な出演作品

### 映画
- 『西遊記 女人国の戦い』
- 『西遊記 孫悟空 vs 白骨夫人』